# Bartolomé Espejo y Cisneros
Bartolomé de Espejo y Cisneros (Alhama de Murcia, 1642 - Málaga, 2 de marzo de 1704) fue un religioso y hombre de estado español. 

## Biografía
Fue bautizado el 15 de diciembre de 1642 en la Parroquia de San Lázaro, hijo de Juan de Espejo y Cisneros, natural de Alhama, y de Francisca Sánchez Rosique, natural de Cartagena. Era tío del también prelado de mismos apellidos José Espejo Cisneros, que fue obispo de Orihuela y de Calahorra.
Fue arcipreste de Calahorra, Inquisidor de Zaragoza, Regente del Consejo de Navarra, Presidente del Consejo de Hacienda, obispo de Málaga de 1693 a 1704 y miembro del Consejo de Su Majestad.
| Predecesor: Ginés Pérez de Meca             | Presidente del Consejo de Hacienda 1691 - 1692 | Sucesor: Pedro Núñez de Prado  |
| Predecesor: Alonso Henríquez de Santo Tomás | Obispo de Málaga 1693 - 1704                   | Sucesor: Francisco de San José |